# Gisela (757–810)
Gisela ou Gisele (757 — 810) era filha de Pepino, o Breve e sua esposa Berta de Laon. Ela foi, portanto, irmã de Carlos Magno e Carlomano.
De acordo com Eginhard Gisela teve como destino a religião desde a infância. Ela tornou-se freira no mosteiro de Chelles e, de seguida, abadessa. Ela é celebrada a 21 de maio de.
O seu irmão, Carlos Magno, teve uma filha de sua mulher Hildegarda de Vinzgouw, e também a chama de Gisela (°781 - †808).